# Armando Martínez Sagi
Pour les articles homonymes, voir Martínez et Sagi.
Armando Martínez Sagi, né le 28 avril 1906 à Barcelone et mort le 11 juillet 1997 à Montevideo en Uruguay, est un footballeur espagnol. Il évolue au poste d'attaquant de la fin des années 1910 à la fin des années 1930.
Il joue notamment pendant quatre saisons au FC Barcelone dans les années 1920 avec qui il remporte à deux reprises la Coupe d'Espagne.

## Biographie
Armando Martínez Sagi peut jouer à la fois au poste de milieu de terrain et à celui d'avant-centre. Avec le FC Barcelone, il joue aux côtés de son cousin le grand ailier Emilio Sagi-Barba lorsqu'est blessé le buteur Paulino Alcántara.
Il joue au Barça pendant le premier âge d'or du club ce qui l'empêche de jouer souvent dans une équipe première composée de joueurs tels que Vicente Piera, Pepe Samitier, Clemente Gracia, Alcántara et Sagi-Barba. Armando Martínez est le premier remplaçant des trois joueurs de l'attaque et lorsqu'il joue il démontre ses qualités et sa puissance de tir.
Entre 1919 et 1923, il remporte avec le FC Barcelone deux Coupes d'Espagne et deux championnats de Catalogne. Il joue 66 matchs et marque deux buts avec le Barça. En 1921, il est sélectionné en équipe de Catalogne.
Il joue la saison 1923-1924 avec le CE Júpiter, puis avec le club Alfonso XIII (ancêtre du RCD Majorque).
Il joue aussi au tennis et au billard. Il est champion du monde de billard de fantaisies avec caramboles en 1932.
Il est le frère d'Anna Maria Martínez, première femme dirigeante du FC Barcelone dans les années 1930, journaliste, écrivaine, féministe et grande athlète.

## Palmarès
Avec le FC Barcelone :
- Vainqueur de la Coupe d'Espagne en 1920 et 1922
- Champion de Catalogne à plusieurs reprises